# 鄧如望
鄧如望（越南语：／；1855年—？年），越南阮朝官員。

## 生平
鄧如望是承天府豐田縣永昌總世至社西甲（今屬南定省春長縣春鴻社行善村）人，嗣德八年（1855年）出生。建福元年（1884年），鄧如望參加承天場鄉試，考中舉人。後授翰林院典籍，領編修，充機密院行走。成泰元年（1889年），鄧如望會試中格，庭試考中第三甲同進士出身。後任知府。成泰十年（1898年），阮廷改機密院商辦為參辦，以申仲𢤮、鄧如望擔任參辦。不久，鄧如望改任廣南按察使，再升廣南布政使。維新初，鄧如望任吏部侍郎。維新三年（1909年），升任學部參知。維新五年（1911年），出為治平巡撫。